# Ti si rekla sonce
"Ti si rekla sonce" je skladba in single Iva Mojzerja iz leta 1976, na A strani pa se nahaja "Praviš mi s pogledi". Glasbo je napisal Frank Booth, tekst pa Dušan Velkaverh. 

## Snemanje
Aranžma je napisal Dečo Žgur, skladba je bila izdana na albumu Deček z ulice. Glasbeno je posnel Revijski orkester RTV Ljubljana pod vodstvom Bojana Adamiča in ob spremljavi vokalne kvartet skupine Strune.

## Zasedba

### Produkcija
- Dečo Žgur – glasba
- Dušan Velkaverh – tekst
- Frank Booth – aranžma

### Studijska izvedba
- Bojan Adamič – dirigent
- Revijski orkester RTV Ljubljana – glasbena spremljava
- Ivo Mojzer – solo vokal
- Strune (vokalni kvartet) – spremljevalni vokali

## Mala plošča
7" vinilka
- "Praviš mi s pogledi" (A-stran) – 2:56
- "Ti si rekla sonce" (B-stran) – 4:12

## Videospot
Ob izidu skladbe so posneli uradni črnobeli videospot ob vrtiljaku, za kar je zaslužen režiser Ivo Štrakl, ki je v to nagovoril pevca Mojzerja.